# Somme directe
Pour les articles homonymes, voir Somme.
En mathématiques, et plus précisément en algèbre, le terme de somme directe désigne des ensembles munis de certaines structures, souvent construits à partir du produit cartésien d'autres ensembles du même type, et vérifiant la propriété universelle de la somme (ou « coproduit ») au sens des catégories.

## Somme directe interne desous-espaces vectoriels

### Somme directe de deux sous-espaces vectoriels
Soient F1 et F2 deux sous-espaces vectoriels d'un espace vectoriel E. On dit que F1 et F2 sont en somme directe si, pour tout élément u de la somme F1 + F2, il existe un unique couple (u1, u2) de F1×F2 tel que u = u1 + u2. En d'autres termes, F1 et F2 sont en somme directe si la décomposition de tout élément de F1 + F2 en somme d'un élément de F1 et d'un élément de F2 est unique.
On dit aussi dans ce cas que la somme F1 + F2 est directe, et on la note alors F1 ⊕ F2.
F1 et F2 sont en somme directe si et seulement s'ils vérifient l'une des propriétés équivalentes suivantes, où 0 désigne le vecteur nul de E :
- pour tout u1 de F1 et u2 de F2, u1 + u2 = 0 ⇒ u1 = u2 = 0 ;
- F1∩F2 = {0} ;
- il existe une base de F1 et une base de F2 qui, mises bout à bout, forment une base de F1 + F2 ;
- n'importe quelles bases de F1 et de F2, mises bout à bout, forment une base de F1 + F2.

Cas de la dimension finie : lorsque F1 et F2 sont de dimensions finies, la somme F1 + F2 est directe si et seulement si dim(F1) + dim(F2) = dim(F1 + F2).
Sous-espaces supplémentaires : deux sous-espaces F1 et F2 de E sont dits supplémentaires lorsque E = F1 ⊕ F2. Cela signifie que pour tout élément u de E, il existe un unique couple (u1, u2) de F1×F2 tel que u = u1 + u2.

### Somme directe d'une famille de sous-espaces vectoriels
On peut généraliser la notion de somme directe à une famille quelconque (Fi)i∈I de sous-espaces vectoriels de E (indexée par un ensemble I fini ou infini). On dit que cette famille est en somme directe si tout vecteur u de la somme ∑i∈I Fi se décompose de façon unique sous la forme u = ∑i∈I ui avec ui ∈ Fi presque tous nuls (c.-à-d. tous sauf un nombre fini). En d'autres termes, la famille est en somme directe si la décomposition de tout élément u de ∑i∈I Fi en somme d'éléments des Fi est unique.
On dit aussi dans ce cas que la somme ∑i∈I Fi est directe, et on la note alors ⊕i∈I Fi.
Comme dans le cas de deux sous-espaces vectoriels, la famille (Fi)i∈I est en somme directe si et seulement si elle vérifie l'une des propriétés équivalentes suivantes :
- si 0 = ∑i∈I ui avec ui ∈ Fi (presque tous nuls), alors tous les ui sont nuls ;
- il existe des bases des Fi (une pour chacun) qui, mises bout à bout, forment une base de ∑i∈I Fi ;
- n'importe quelles bases des Fi (une pour chacun), mises bout à bout, forment une base de ∑i∈I Fi.

Lorsque les Fi sont en somme directe on a donc, quelles que soient leurs dimensions (finies ou infinies) : dim(⊕i∈I Fi) = ∑i∈I dim(Fi).
Exemple : soient f un endomorphisme de E et pour chacune de ses valeurs propres λ, soit Eλ = ker(f – λidE) le sous-espace propre associé. Alors les Eλ sont en somme directe, et si cette somme est égale à E, on dit que f est diagonalisable. Lorsque c'est le cas, on constitue une base de E de vecteurs propres pour f en concaténant une base de chacun des Eλ.
Il résulte des caractérisations équivalentes ci-dessus qu'une famille finie (F1, … , Fn) est en somme directe si et seulement si chacun des sous-espaces est en somme directe avec la somme des précédents, c.-à-d. :
{\displaystyle \ \forall k\in \left\{1,...,n-1\right\},\ \left(\sum _{i=1}^{k}F_{i}\right)\cap F_{k+1}=\left\{0\right\}.}
Si F1, … , Fn sont de dimensions finies, on en déduit que (comme pour n = 2) leur somme est directe si et seulement si
{\displaystyle \sum _{i=1}^{n}\dim F_{i}=\dim \left(\sum _{i=1}^{n}F_{i}\right).}
Remarque : la propriété d'être en somme directe est évidemment préservée par sous-familles.
Par exemple, si (Fi)i∈I est en somme directe, alors chaque sous-famille de deux des Fi l'est, autrement dit : pour tous i et j distincts, Fi∩Fj = {0}.
La réciproque est fausse : par exemple trois droites vectorielles coplanaires ne sont jamais en somme directe, alors que deux quelconques d'entre elles le sont dès qu'elles sont distinctes.

### Somme directe orthogonale
Dans un espace préhilbertien (réel ou complexe), toute famille de sous-espaces deux à deux orthogonaux (par exemple : un sous-espace F et son orthogonal F⊥) est en somme directe. Une telle somme est appelée « somme directe orthogonale (de) ». Si l'espace préhilbertien est euclidien ou hermitien, c'est-à-dire de dimension finie, une famille de sous-espaces est en somme directe orthogonale si et seulement si, en concaténant une base orthonormée de chaque sous-espace, on constitue une base orthonormée de leur somme.
L'orthogonal F⊥ de F, lorsqu'il lui est supplémentaire, est appelé son supplémentaire orthogonal. Une condition suffisante pour cela est que F soit complet (ce qui est réalisé en particulier s'il est de dimension finie). Cette question est liée à la possibilité d'effectuer une projection orthogonale.

## Somme directe externe

### Définition
Soit (Ei)i∈I une famille d'anneaux, ou de modules sur un même anneau (par exemple des groupes abéliens ou des espaces vectoriels sur un même corps). On construit sa « somme directe externe » (ou simplement « somme directe »), notée (⊕i∈I Ei, (ϕi)i∈I), de la façon suivante :
- dans son produit direct ∏i∈I Ei, qui est alors une structure algébrique de même type, les familles (ui)i∈I à support fini (c'est-à-dire dont les ui sont presque tous nuls) forment une sous-structure, notée ⊕i∈I Ei. (Lorsque I est fini, on a donc ⊕i∈I Ei = ∏i∈I Ei[2].)
- pour chaque indice i, le morphisme canonique ϕi : Ei → ⊕j∈I Ej est défini par : pour tout xi ∈ Ei, ϕi(xi) est la famille dont la i-ème composante est xi et les autres composantes sont nulles.

### Propriété universelle
La somme directe externe est une somme au sens des catégories, c'est-à-dire que (pour des modules, par exemple) :

Soient A un anneau, (Ei)i∈I une famille de A-modules et (⊕i∈I Ei, (ϕi)i∈I) sa somme directe externe.

Alors, pour toute famille (fi : Ei → F)i∈I d'applications linéaires à valeurs dans un même A-module F, il existe une unique application A-linéaire f : ⊕i∈I Ei → F telle que pour tout indice i, f ∘ ϕi = fi.

### Liens avec la somme directe interne
La somme directe externe définie ici et la somme directe « interne » définie plus haut ont une appellation et une notation communes. Cela est justifié par les liens suivants.
- Chaque Ei se « plonge » dans la somme directe externe ⊕j∈I Ej, par le morphisme canonique ϕi (injectif).
L'image de Ei dans ⊕j∈I Ej est un sous-module Fi isomorphe à Ei. Ces Fi sont en somme directe etla somme directe externe ⊕i∈I Ei est égale à la somme directe « interne » ⊕i∈I Fi(donc pour des espaces vectoriels, dim(⊕i∈I Ei) = dim(⊕i∈I Fi) = ∑i∈I dim(Fi) = ∑i∈I dim(Ei)).
- On peut, avec la notion de somme directe externe, redéfinir celle de somme directe « interne » : une famille (Fi)i∈I de sous-modules de E est en somme directe si et seulement si le morphisme somme — qui résulte de la propriété universelle ci-dessous et va de la somme directe externe F = ⊕i∈I Fi  dans E, associant à toute famille sa somme — est injectif (autrement dit : réalise un isomorphisme de F sur ∑i∈I Fi).

### Somme directe hilbertienne
Une notion utilisée en physique (voir « Espace de Fock ») est celle de « somme directe hilbertienne » d'espaces de Hilbert. Pour toute famille {\displaystyle (H_{i})_{i\in I}} d'espaces de Hilbert, cette somme {\displaystyle \bigoplus _{i\in I}H_{i}} (dans la catégorie des espaces de Hilbert) existe. On peut la réaliser de deux manières :
- en complétant l'espace préhilbertien que constitue leur somme directe externe algébrique vue plus haut (si {\displaystyle I} est fini, cette somme algébrique est déjà complète) ;
- plus directement, en considérant, dans l'espace vectoriel produit {\displaystyle \prod _{i\in I}H_{i}}, le sous-espace vectoriel {\displaystyle H} constitué des familles {\displaystyle h=(h_{i})_{i\in I}\in \prod _{i\in I}H_{i}} telles que {\displaystyle \sum _{i\in I}\|h_{i}\|^{2}} soit sommable — ce qui implique que {\displaystyle h_{i}=0} sauf pour un ensemble au plus dénombrable d'indices {\displaystyle i} — et en munissant {\displaystyle H} de la norme préhilbertienne définie par {\displaystyle \|h\|^{2}:=\sum _{i\in I}\|h_{i}\|^{2}}. On vérifie que {\displaystyle H} est complet pour cette norme, qui dérive du produit scalaire défini par : {\displaystyle \forall h,h'\in H\quad \langle h\mid h'\rangle :=\sum _{i\in I}\langle h_{i}\mid h'_{i}\rangle } (somme d'une série absolument convergente, d'après l'inégalité de Cauchy-Schwarz).

Chaque {\displaystyle H_{i}} est isomorphe (au sens des espaces de Hilbert, donc par une isométrie linéaire) à un sous-espace fermé de {\displaystyle \bigoplus _{j\in I}H_{j}}, via l'injection canonique {\displaystyle H_{i}\rightarrow \bigoplus _{j\in I}H_{j}}, et {\displaystyle \bigoplus _{j\in I}H_{j}} est la somme directe orthogonale de tous ces sous-espaces.
Dans le cas particulier où chaque {\displaystyle H_{i}} est de dimension 1, {\displaystyle \bigoplus _{i\in I}H_{i}} est isomorphe à l'espace ℓ2(I).

## En théorie des catégories: leparadigmedescatégories linéaires
- Si vous ne connaissez pas le sujet, laissez ce bandeau (vous pouvez alors contacter les auteurs).
- Si vous supprimez le contenu mis en cause (vous pouvez préalablement contacter les auteurs),

argumentez précisément cette suppression dans la page de discussion
(un manque de référence n'est pas un argument ; une recherche réelle de référence doit avoir été effectuée, être formellement documentée).
La somme directe est la somme (ou coproduit) dans la catégorie des espaces vectoriels sur un corps fixé ; c'est-à-dire, naïvement, que la somme directe consiste à « rassembler » deux espaces vectoriels en un troisième, en limitant leur « télescopage » au strict minimum, à savoir le vecteur nul (de la même façon que la réunion disjointe d'ensembles consiste à rassembler leurs éléments respectifs dans un nouvel ensemble, en évitant de télescoper des éléments identiques s'ils proviennent d'ensembles distincts).
Or, la particularité de ce coproduit est qu'il est isomorphe au produit[Information douteuse], ce qui n'est pas le cas dans toutes les catégories. Par exemple, dans la catégorie des ensembles, non seulement le produit (à savoir le produit cartésien) n'est pas isomorphe au coproduit qu'est la réunion disjointe, mais le produit est distributif sur le coproduit, de même qu'en arithmétique élémentaire le produit est distributif sur la somme.
Observant que les catégories présentent généralement l'un ou l'autre aspect — mutuellement exclusifs — William Lawvere propose d'appeler catégories distributives (en) celles dans lesquelles le produit est distributif sur le coproduit (qui, dans ce contexte, peut légitimement prendre le nom de somme), et « catégories linéaires » celles dans lesquelles, comme en algèbre linéaire, le produit et le coproduit sont isomorphes[Information douteuse].